# Terry Fenwick
Terence William „Terry” Fenwick (ur. 17 listopada 1959 w Seaham) – angielski piłkarz występujący na pozycji obrońcy. Uczestnik Mistrzostw Świata 1986. Obecnie trener San Juan Jabloteh ze stolicy Trynidadu i Tobago.

## Kariera piłkarska
Fenwick rozpoczął karierę w Crystal Palace F.C., po czym odszedł do Queen’s Park Rangers F.C. Spędził tam 7 lat i przeszedł do Tottenhamu. W tym czasie był regularnie powoływany do reprezentacji Anglii. Stał się pierwszym obrońcą, który strzelił bramkę w finale Pucharu Anglii. Stało się to 22 maja 1982 roku w pierwszym meczu finału przeciwko Tottenhamowi.
Jest posiadaczem angielskiego rekordu żółtych kartek w jednym turnieju Mistrzostw Świata. Został ukarany trzema kartonikami na turnieju w 1986 roku. W tym samym Pucharze Świata w meczu z Argentyną był jednym z obrońców mijanych przez Diego Maradonę, gdy ten strzelał „Gola Wieku”.
W 1991 roku został skazany na 4 miesiące więzienia za prowadzenie samochodu pod wpływem alkoholu.
Fenwick strzelił wszystkie 8 bramek dla Tottenhamu z rzutów karnych w sezonie 1988/1989. W sezonie 1990/1991 został wypożyczony do Leicester City, a potem odszedł do beniaminka Premier League Swindon Town. W pierwszym sezonie 1993/1994 Swindon wygrało tylko pięć spotkań, strzeliło 42 bramki, tracąc aż 100. „The Robins” zajęli ostatnie 22. miejsce i spadli do Division One. Fenwick zagrał w tym sezonie 26 spotkań, po czym Paul Warhurst z Blackburn Rovers złamał mu nogę. W następnym sezonie zagrał tylko 2 mecze i został zwolniony z klubu i wkrótce potem zakończył karierę.

## Kariera trenerska
W 1995 roku zastąpił Jima Smitha na stanowisku szkoleniowca Portsmouth F.C. Pomimo dojścia aż do ćwierćfinału FA Cup 1996/1997 został zwolniony w 1998 roku.
Kolejnym klubem w którym podjął pracę był Northampton Town w 2003 roku. Trenował ten klub tylko przez 7 spotkań. Fenwick wygrał tam pierwszy mecz 1-0. W kolejnym przegrał z Blackpool F.C. 2-1. Od tamtego meczu Northampton 2 spotkania zremisowało i 3 przegrało. Ostatnim pojedynkiem w roli trenera była gra przeciwko Bristol City. Po porażce 2-1 fani domagali się jego zwolnienia i Fenwick odszedł z klubu. Zastąpił go Martin Wilkinson.
Obecnie Fenwick jest trenerem San Juan Jabloteh Port of Spain ze stolicy Trynidadu i Tobago. Zwyciężył z tym klubem mistrzostwo kraju i szereg pucharów.